# Zsupanya
Zsupanya (horvátul: Županja) város és község Horvátországban, Vukovár-Szerém megyében. 

## Fekvése
Vukovártól légvonalban 39, közúton 49 km-re délnyugatra, Bródtól  légvonalban 54, közúton 60 km-re keletre, a Nyugat-Szerémségben, a Zsupanyai Szávamentén, a Száva bal partján, a folyó és a Zágráb-Lipovac autópálya között fekszik. Zsupanya nyugat-keleti és észak-déli irányú a főutak csomópontjában helyezkedik el. A város mellett halad el az A3-as autópálya, amely összeköti Zágrábot és Belgrádot, a másik oldalon pedig egy közúti híddal nemzetközi határátkelőhely található Bosznia-Hercegovinába.

## Történet
Zsupanyát és a Zsupanyai Szávamentét amint azt a régészeti leletek is bizonyítják az ember már az őskor óta lakja. Eszerint az első emberi települések az újkőkorszakban, az i. e. 5000 és 3500 közötti időben alakultak ki a kisebb vízfolyások melletti, magasabban fekvő helyeken. Az első ismert itt élt nép a starčevói kultúra népe még félig földbe süllyesztett kunyhókban élt. Településük maradványait Zsupanya közelében Šlajsnál találták meg. Noha a kőrézkor régészeti leleteinek száma kevés, nem kétséges, hogy az ember ebben az időben is jelen volt a mai város területén és ugyanígy volt ez a bronzkorban is, amikor a szerszámokat, fegyvereket és ékszereket a szilárdabb bronzból készítették. Ugyanez mondható el a korai vaskorról (i. e. 700-500) és a késői vaskorról is, amely ezen a tájon i. e. 500-tól az i. e. 1. századig tartott, amikor a rómaiak Szlavóniába érkeztek és ez a terület belépett az írott történelmi korszakba.
Zsupanyán a római korszak anyagi kultúrájából kevés maradt, az is véletlenszerűen talált római pénzérmékre, kerámia darabokra, szerszámokra és fegyverekre korlátozódik. Valószínű, hogy az ókori időkben itt nem volt nagyobb település, kivéve az egyedi épületeket, esetleg egy útállomást a Siscia (Sisak) – Sirmium (Sremska Mitrovica) út mentén. Szinte semmit sem tudunk Zsupanya múltjáról a Római Birodalom 476-os összeomlásától a 13. század elejéig. Az egyetlen 10. századból származó feltárt sír alapján nem lehet komolyabb következtetéseket levonni.
A török megszállás előtt Zsupanya területe Valkó vármegyéhez tartozott, ahol a Gut-Keled, a Szente-Mágocs nemzetségek és a Tallóciak voltak a nagyobb birtokosok. A település ekkor még nem tűnik fel az írott forrásokban, de valószínűleg a zelnai birtokhoz tartozó 13 kis település egyike volt, melyek nagyobb része a mai Bosznia területére esett. Ezen települések neveit a mai napig megőrizték a környék dűlőnevei. A Zsupanya név csak a török uralom idején, 1554-ben készített Mercator-térképen tűnik fel „Zupana blacia” alakban. A térképi ábrázolásból következtethető, hogy Zsupanya akkor már a Szávamente jelentősebb települései közé tartozott. Nevét feltehetően a Zsupanczi (Supanczi) családról kapta. A „blacia” név a szláv blato-ból van és a mocsaras környezetre utal.
A török 1536-ban ellenállás nélkül szállta meg azt a területet, amikor Huszrev bég serege Šamacnál átkelt a Száván. Mivel plébániáját nem említik valószínűleg csak kisszámú katolikus lakta, akik a boszniai tramošnicai plébániához tartoztak.
Az 1691-ig tartó török uralom idején írásban nem említik. A török uralomnak emléke sem maradt kivéve a nyelvi terminológiát, mivel ma is számos török eredetű szót használnak a mindennapi beszélt nyelvben. A távozó török sereggel a muzulmán népesség is távozott, helyettük 1697-től Bosznából katolikus sokácok települtek be. 1718-ban a boszniai Szávamente osztrák megszállásával a menekültek újabb hulláma érkezett, de innen is települtek át a Száva túloldalára a gazdátlan földek megművelésére. Amikor Ausztria 1739-ben elveszítette ezt a területet ennek lakossága visszaáramlott a Száva bal partjára.

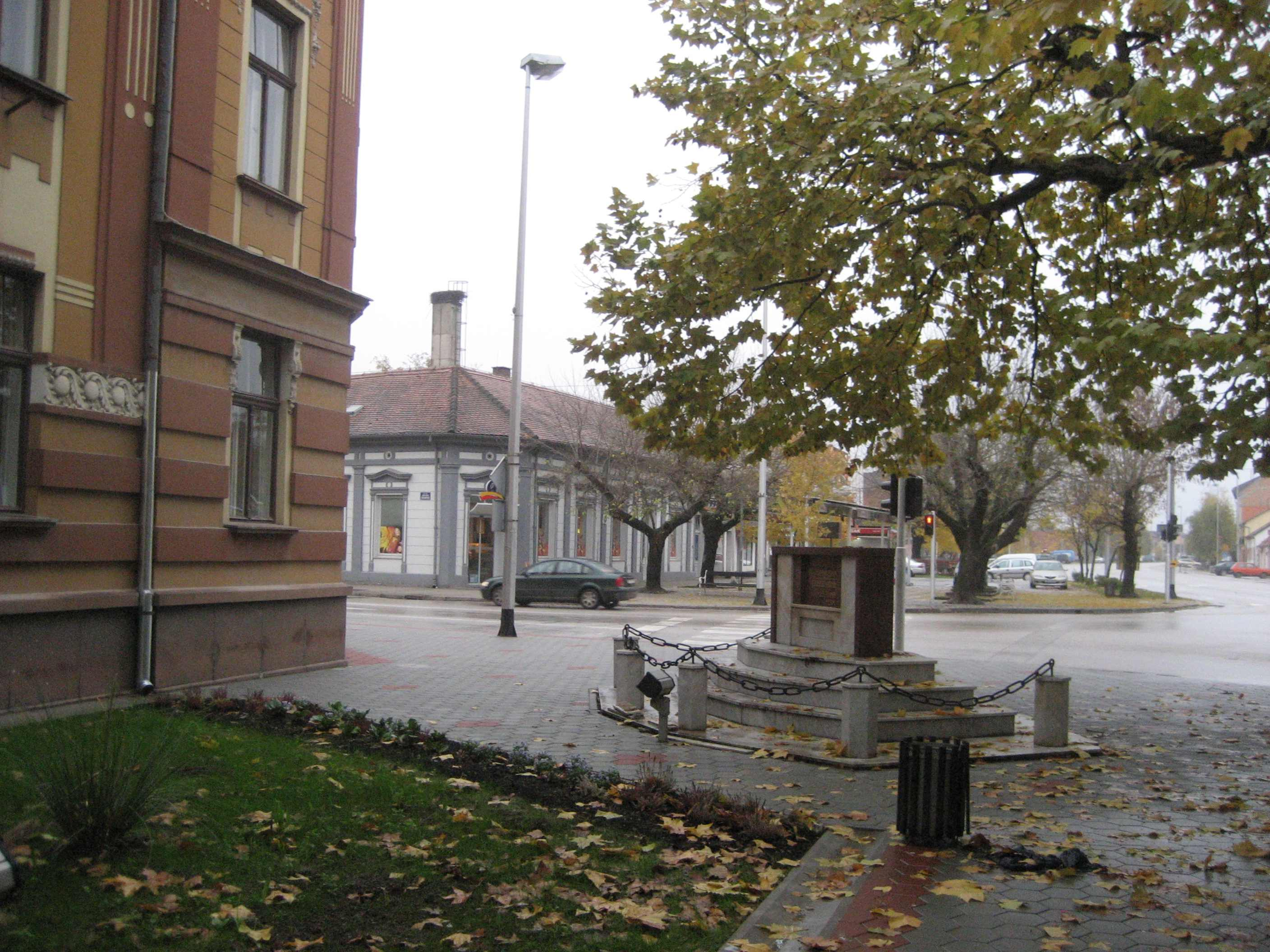
A városközpont

1745-től megkezdődött a katonai határőrvidék szervezése és 1747-ben megalakították a Bródi ezredet. A település is a Bródi határőrezred igazgatása alá került, ezen belül a 11. század parancsnokságának székhelye lett. Lakói határőrök lettek és minden 16 és 60 év közötti férfi katonaköteles volt. Katonai szolgálatának teljesítése érdekében a határőröknek viselnie kellett az egyenruhájához, a fegyverekhez és a lőszeréhez kapcsolódó költségek egy részét, de voltak pénzbeli ellátások és kuluk (fizetség nélküli munka) is. Ilyen munkával építették fel Bród várát, de végeztek erdőirtást és téglaégetést is. A határőrök a határnál őrszolgálatot láttak el. A török veszély megszűnése után az élet fokozatosan normalizálódott, és a boszniai telepesek jelentősen növelték a lakosok számát. A pécsi egyházmegye 1717-ben plébániát alapított Zsupanya Blatoban, amelyhez Bosnjaci és Csitár is hozzátartoztak. Az 1729-es egyházlátogatás szerint a tölgyfából épített Keresztelő János templom a falu közepén állt, közelében az ugyancsak fa harangtoronnyal, benne a haranggal, melyet a plébánia 30 forintért vásárolt. Az 1755-ös egyházlátogatás már egy új, fából épített templomot említ. Ekkor a faluban 156 házaspárt és 708 lakost számláltak. 
A 18. század második felére Zsupanya egyre inkább városias jelleget öltött, melyet a mai napig megőrzött. Mint századparancsnokság székhelye a település 1764-ben iskolát kapott. A tanítás német nyelven folyt és mintegy 40 tanuló járt ide, azonban rövidesen megszűnt és csak 1830-ban nyitották meg újra. A településen sóhivatal és harmincadvám működött, abban az időben ugyanis mintegy ötszáz nagyobb hajó közlekedett a Száván Sziszektől a Duna-csatornáig, amelyek a Zsupanya közelében rakodtak és rendszeresen szállítottak sót Felső-Magyarországról. Az első gőzhajó a „Sloga” volt, amely 1844-ben és 1845-ben Sziszek és Zimony között közlekedett és szintén szállított árut ide. A horvát nemzeti eszme ébredése tükröződik a horvát olvasóterem 1861-es megalapításán.
1873-ban megszüntették a katonai igazgatást és 1881-ben Zsupanyát is a polgári Horvátországához csatolták. A város Szerém vármegye egyik járási székhelye lett. A járásbíróság kivételével, mely csak 1911-ben költözött ide az összes járási hivatal Zsupanyán működött. A katonai igazgatás megszűnésével a kapitalizmus behatolásával nagy gazdasági változások történtek a város életében. Zsupanya esetében ezek a változások a tölgyerdők hasznosításával kapcsolatosak. Jöttek a külföldi vállalkozók, akik ismerve az európai piac igényeit a minőségi faanyag és csersavkivonat irányában, erős fafeldolgozó ipart fejlesztettek ki. A hatalmas szlavón tölgyek hordófa előállításához való felhasználása már a 19. század közepén kezdődött Zsupanya környékén, de az intenzív kiaknázás az 1880-as években kezdődött, amikor a csersavgyárat megépítették. Ez a gyár az első és legnagyobb ilyen jellegű üzem volt egész Szlavóniában és a Szerémségben, melyet 1884-ben társult angol vállalkozók építettek. Zsupanyát nem véletlenül választották e két, akkoriban keresett árucikk termelésére, a város környékén ugyanis hatalmas tölgyerdők voltak. Nagy előny volt, hogy a Száva közelsége olcsó szállítást biztosított és az olcsó munkaerő szintén jártas volt a famegmunkálásban. A fafeldolgozó üzem kezdetben napi 600 kocsi nyersanyagot dolgozott fel. Húsz évvel később a fa nyersanyagok napi feldolgozását 1200 kocsira emelték, ami egyértelműen azt mutatja, hogy Zsupanya területén az erdővagyont gyorsan és könyörtelenül kihasználták. Abban az időben, 1910 körül a faüzem és más munkahelyek körülbelül 600 munkást foglalkoztattak, akik közül sokan helyi emberek voltak. Az erdészeti munkások Horvátország más részeiről (Dalmácia, Lika, Gorski kotar), Szlavóniából vagy akár Szlovákiából érkeztek Zsupanyába és környékére, szezonális munkásként keresve kereseti lehetőségeket. A legtöbb szezonális erdészeti dolgozó hazatért a munka elvégzése után, de sokan úgy döntöttek, hogy véglegesen Zsupanyán és a környező falvakban telepednek le. 1900 után azonban a népesség stagnált, sőt visszaesett, ami közvetlenül kapcsolódik az erdőterületek kiaknázásához, amelyeket többnyire 1910-ig vágtak ki, tehát nem volt gazdasági oka annak, hogy a régiókban a migráció folytatódjon.
A városnak 1857-ben 2211, 1910-ben 3338 lakosa volt. Szerém vármegye Zsupanyai járásának székhelye volt. Az 1910-es népszámlálás adatai szerint lakosságának 77%-a horvát, 9%-a német, 4-4%-a magyar és szerb anyanyelvű volt. Noha háborús hadműveletek nem zajlottak itt, a várost az első világháborúban mégis nagy emberveszteségek érték. A csatatereken mintegy 60 lakos maradt ott, az élelmiszerhiány és a betegségek tovább csökkentették a város lakosságát. 1915 nyarán megjelent a kolera, amely tucatnyi ember életét követelte, a háború vége felé, 1918 őszén pedig spanyolnáthajárvány tört ki, amely 125 élete teljében levő embert ölt meg Zsupanyán. A település az első világháború után az új szerb-horvát-szlovén állam, majd később (1929-ben) Jugoszlávia része lett. Abban az időben az 1931-es népszámlálás szerint Zsupanyának mintegy 3500 lakosa volt, ami kevesebb, mint 1900-ban, amikor 3630 ember lakott benne. Legtöbbjük mezőgazdasággal foglalkozott és mintegy ezer ember foglalkozott ipari és kézműves tevékenységgel. Ez a szám tovább csökkent a csersavgyár 1936-os bezárása után. A második világháború előestéjén Zsupanya lakosságának 85%-a katolikus horvát volt. Lakosainak körülbelül öt százaléka német és zsidó volt, akik kereskedelemmel, vállalkozásokkal és szolgáltatásokkal foglalkoztak.
1941 és 1945 között a város a Független Horvát Államhoz tartozott, majd a szocialista Jugoszlávia fennhatósága alá került. A háborús események néhány kisebb katonai, partizán és szabotázsakció kivételével megkímélték várost. A partizán egységek, a nyolcadik montenegrói dandár 1945. április 13-án hatoltak be Zsupanyába és nagyobb harcok nélkül foglalták el, mivel akkorra az usztasák és a német erők már nyugatra vonultak vissza. 

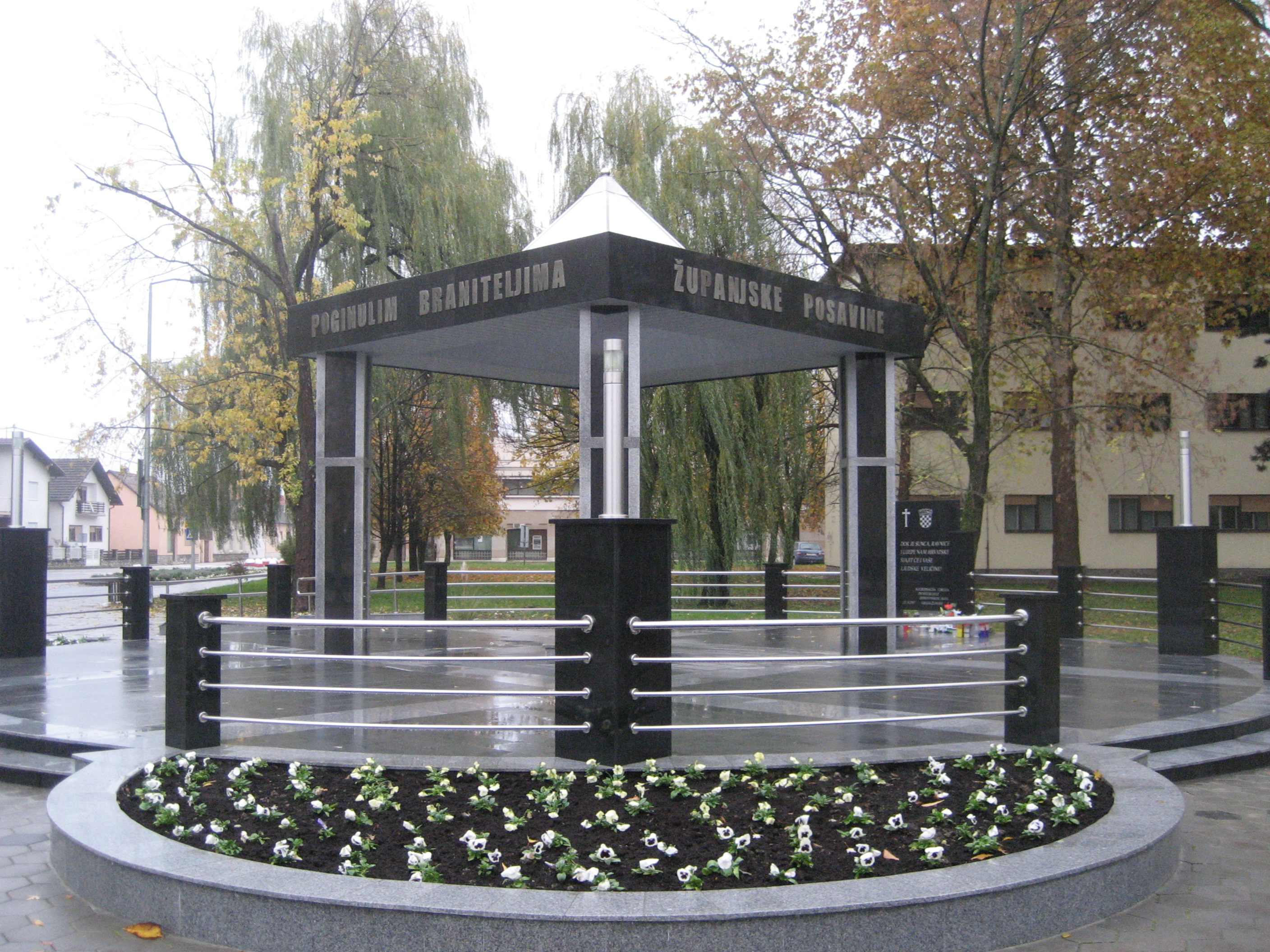
A Honvédő háború hőseinek emlékműve

A felgyorsult iparosodás miatt a második világháború utáni első években Zsupanya megjelenésében és társadalmi életében egyre városiasabbá vált, melyben nagy szerepe volt a Sladorana cukorgyár és Mljekara tejüzem felépítésének. A cukorgyár építése 1942-ben kezdődött, de csak 1947-ben fejeződött be, amikor megkezdte a cukorrépa feldolgozását. A tejüzem 1950-ben épült. E két gyár felépítése változásokat okozott a város lakosságának struktúrájában és számában, mivel a háború sújtotta ország többi részéről sok nincstelen munkavállaló érkezett. Emiatt egy új munkástelep épült fel a Sladorana mellett. Zsupanya a Vinkovci körzet egyik nagyobb településévé vált. Az új területi-közigazgatási beosztásnak köszönhetően a Vinkovci kerületet 1961-ben megszüntették és Zsupanyát községközponttá alakították, mely egészen az 1991-es új átszervezésig tartott, amikor városi státuszt kapott.
1991-től a független Horvátország része. Ekkor lakosságának 91%-a horvát, 3%-a szerb nemzetiségű volt. A horvátországi háború idején az itteniek a hadsereg 131. dandárjával és más horvát egységekkel együttműködve védték a Vinkovci terület keleti részét Privlakától Lipovacig és megakadályozták a szerb erők behatolását. A boszniai szerbek mivel nem tudták meghódítani ezt a vidéket, nagy hatótávolságú tüzérséggel próbálták megtörni az emberek morálját. Az általános veszély 1263 napig tartott (1992. április 27. – 1995. október 12.). Ebben az időszakban 45 000 gránát és lövedék esett a városra súlyos károkat okozva a kereskedelmi, infrastrukturális létesítményekben és a lakóépületekben. Ezen idő alatt az ipari termelés 40%-ra esett vissza, míg a mezőgazdasági termelés csaknem felére csökkent. A háború alatt áldozatok is voltak: 58 ember meghalt és 122 megsebesült. A településnek 2011-ben 12090 lakosa volt.

## Népessége
| Lakosság változása | Lakosság változása | Lakosság változása | Lakosság változása | Lakosság változása | Lakosság változása | Lakosság változása | Lakosság változása | Lakosság változása | Lakosság változása | Lakosság változása | Lakosság változása | Lakosság változása | Lakosság változása | Lakosság változása | Lakosság változása |
| ------------------ | ------------------ | ------------------ | ------------------ | ------------------ | ------------------ | ------------------ | ------------------ | ------------------ | ------------------ | ------------------ | ------------------ | ------------------ | ------------------ | ------------------ | ------------------ |
| 1857               | 1869               | 1880               | 1890               | 1900               | 1910               | 1921               | 1931               | 1948               | 1953               | 1961               | 1971               | 1981               | 1991               | 2001               | 2011               |
| 2.211              | 2.534              | 2.611              | 3.467              | 3.630              | 3.338              | 3.264              | 3.508              | 4.695              | 5.391              | 7.024              | 8.865              | 10.263             | 11.947             | 13.775             | 12.090             |

## Gazdaság
A város ipara a Sladorana cukorgyáron, a Same Deutz-Fahr mezőgazdasági gépgyáron, a fafeldolgozó iparon (mely a TVIN Virovitica vállalat keretében működik), a Fooder takarmánygyáron, a Slavonija Nova gabonafeldolgozó és kereskedelmi vállalaton, valamint a Tejipari vállalaton (a Vindija Varaždin vállalat keretében) alapszik. A Patričar kiskereskedelmi lánc 2015-ben az ország 400 legnagyobb gazdasági egysége közé tartozott.

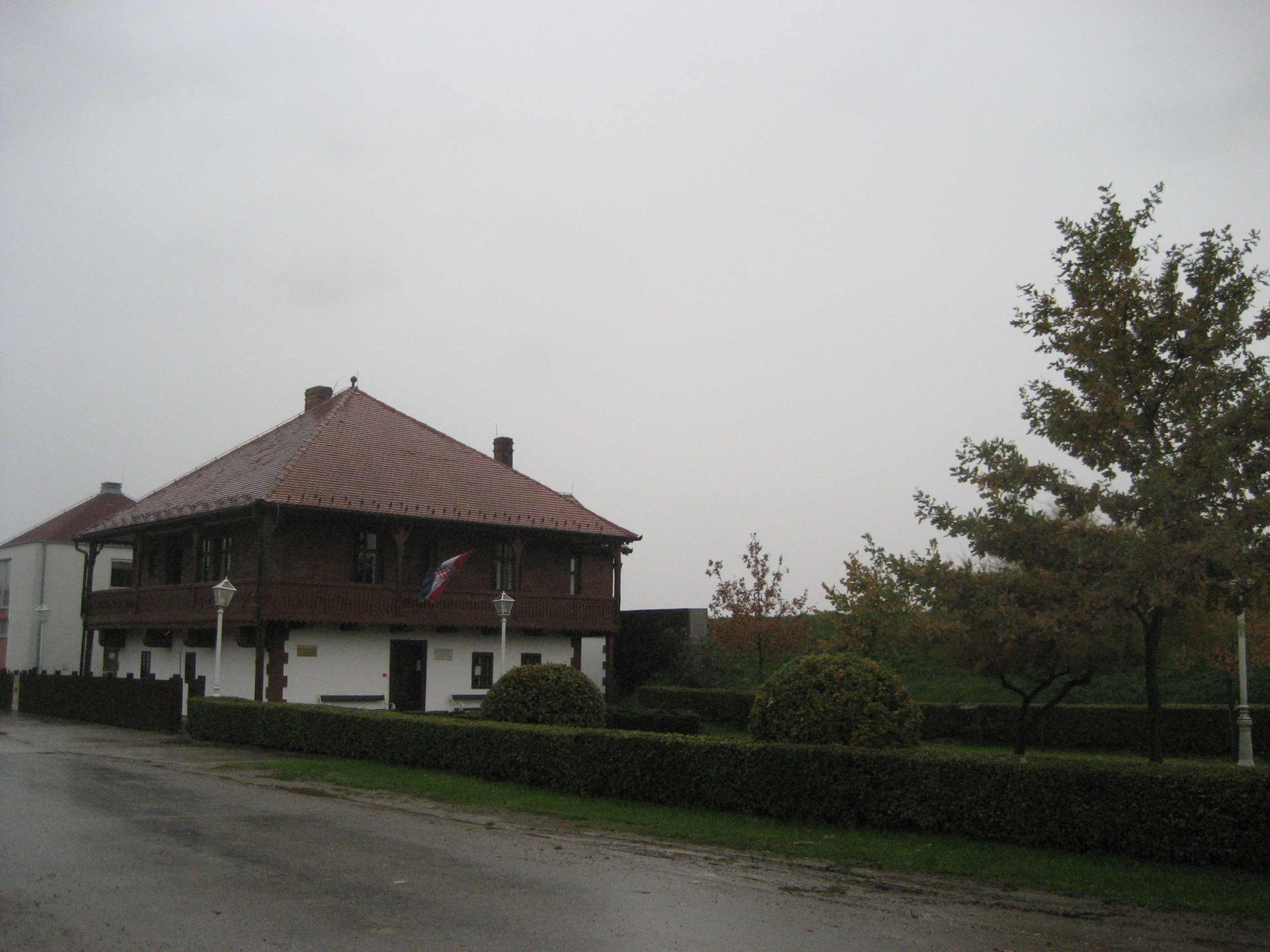
A múzeum épülete

## Nevezetességei
- Keresztelő Szent János tiszteletére szentelt római katolikus plébániatemploma[6] 1800 és 1803 között épült. Berendezéséből az öt neobarokk oltár, a freskók és a gazdagon díszített kegytárgyak emelkednek ki. Az udvaron, az apszis vonalát követve, a Keresztút kápolnái találhatók. A templom 2002-ben alapos felújításon esett át. Az orgonát nemrégiben restaurálták. A templom udvarán a szabadtéri mise tartására boltíves helyet alakítottak ki. Érdekes megjegyezni, hogy a festmények és a freskók díszek restaurálását ukrajnai akadémiai festők végezték. A felújított főoltár brači kőből készült.

- Szent Nikola Tavelićnek szentelt plébániatemploma 1975-ben épült. A városban is számos kis kápolna található. Érdekesség, hogy néhány ilyen kápolnát a Horvátországi háború alatt és után építettek fogadalomból a háborúban nyújtott mennyei segítség hálájaként.

- A „Šokačko sijelo” folklórfesztivál egy 1968-ban alapított kulturális és szórakoztató rendezvény, amelyet hagyományosan minden évben februárban tartanak. Alapításától napjainkig, amatőrök, különféle egyesületek tagjai lépnek fel műsoraikkal. A rendezvény szerves részét képezi a hagyományos farsangi karnevál, amelyet a város utcáin rendeznek.

- A „Stjepan Gruber” helytörténeti múzeum[7] a szlavón határőrvidék korából fennmaradt egyetlen őrtoronyban található. A múzeumot 1953-ban alapították, első igazgatója Stjepan Gruber volt. Az őrtorony a Száva mentén épült önálló, négyzet alaprajzú épületként a 18. században, majd később átalakították. Minden szoba síkmennyezettel rendelkezik. Az épület téglából és fából épült. Az első emelet kerületén egy faburkolatú, oszlopos galéria található, nyeregtetővel, hódfarkú cserepekkel borítva. Az egykori határőrvidék épülete, az átépítéstől függetlenül megőrizte az őrtorony jellegzetességeit, egyben utolsó fennmaradt čardak (őrtorony) a Posavina (Szávamente) területén.

- Védett műemlék az általános iskola épülete.[8] Az egyemeletes épületet a 19. század első felében katonai célokra építették, és ugyanezen század végén iskolaként új rendeltetést kapott. A négyszögletes alaprajzú, szabadon álló épület a Veliki Kraj utca és a Jelačić utca kereszteződésében található. Az épületet, melybe egy nagyobb, festett előcsarnokon keresztül jutunk be, baldachinos boltozat borítja. A földszinti szobák boltívesek, az első emeleten pedig síkmennyezet található. Az udvar felőli oldalon a középső épület egy kisebb, oromzatra végződő melléképülettel rendelkezik. Az épület homlokzat szimmetrikus építészeti kialakításával a klasszicista építészet legértékesebb példája a községben.

- A múzeum néprajzi osztályának épülete[9]  1844-ben épült. 1918-ig a Sziszek-Zimony gőzhajó útvonalán dokképületként szolgált és 1977 óta a múzeum használja. Az ilyen típusú, szerény, historizáló stílusú épületek egyetlen fennmaradt példája a régióban. A szabadon álló földszintes ház téglalap alaprajzú, főhomlokzatával a Száva folyó felé néz. A homlokzatokat sekély lizénák és vízszintes párkány választják el.  A homlokzat díszítése téglából készült. Az épületet fából készült nyeregtető borítja, hódfarkú cseréppel.

- A település határában található a „Dubovo” régészeti lelőhely. A helyszín a környezethez képest kissé megemelkedett terepen helyezkedik el. A Stjepan Gruber helytörténeti múzeum 2000-ben végzett itt régészeti kutatásokat és az emberi településre jellemző hulladékgödröket találtak, ahol nagy mennyiségű kerámiatöredék és megmunkált kőanyag került elő. A leletek többsége a késő bronzkorhoz tartozik, bár a késő neolitikum, valamint a korai és a középső bronzkori jellemzők is megtalálhatók.[10]

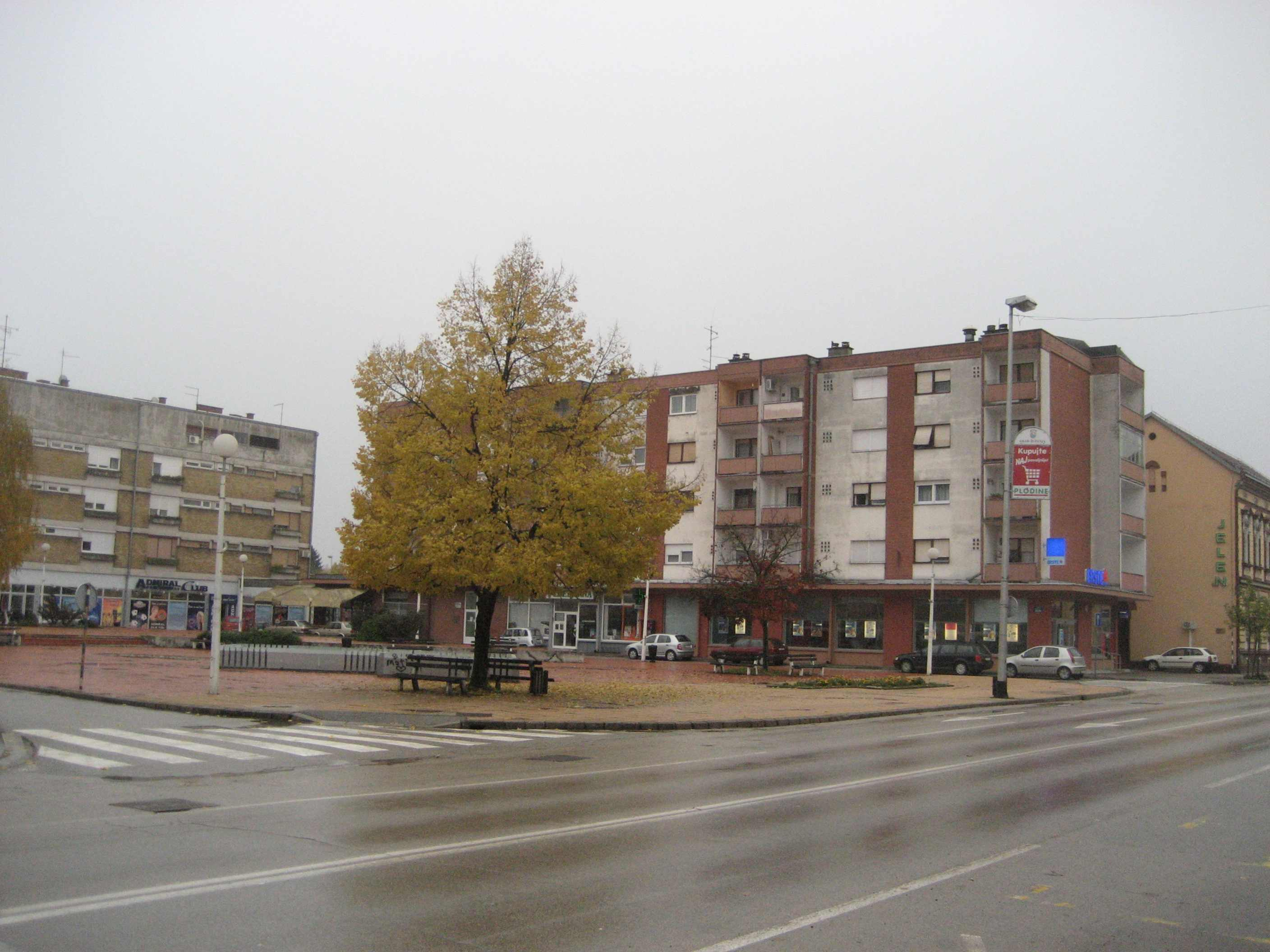
A Piactér

## Kultúra
- KUU Kristal-Sladorana kulturális és művészeti egyesület. Az egyesületet Kristal Munkavállalók Kulturális és Művészeti Társasága néven 1950. január 12-én alapították. Már ekkor létrehozták az egyesület színjátszócsoportját, tamburazenekarát és a jazz csoportot, valamint a kórust. Két évvel az alapítás után, 1952 szeptemberében megalakult az egyesület legsikeresebb csoportja a folklór szekció is. Az egyesület ma is koncertek, színházi előadások, tamburaestek szervezője, tagjai számos hazai és külföldi fesztiválon öregbítik a város hírnevét.
- Županja multikulturális központ
- GAK Županja városi amatőr színház

## Oktatás
Általános iskolák
- Ivan Kozarac általános iskola
- Mate Lovrak általános iskola
- Srećko Albini zenei általános iskola

Középiskolák
- Zsupanyai Gimnázium
- Ipari szakmunkásképző iskola
- Technikai szakközépiskola

## Sport
- TK „Županja 1881” teniszklub
- RK Županja kézilabdaklub
- KK Županja kosárlabdaklub
- TIGAR Županja taekwondoklub
- Moto klub Županja
- NK Graničar Županja labdarúgóklub
- NK Sladorana Županja labdarúgóklub
- NK Županja 77 labdarúgóklub
- ŠK Sladorana sakk-klub
- KK „Sava” Županja kajak-kenu klub
- „Županja” aikido egyesület

Itt játszották az első labdarúgó és teniszmérkőzést Horvátországban (és Délkelet-Európában). Ezen események tiszteletére egyedi emlékműveket állítottak fel a városban.

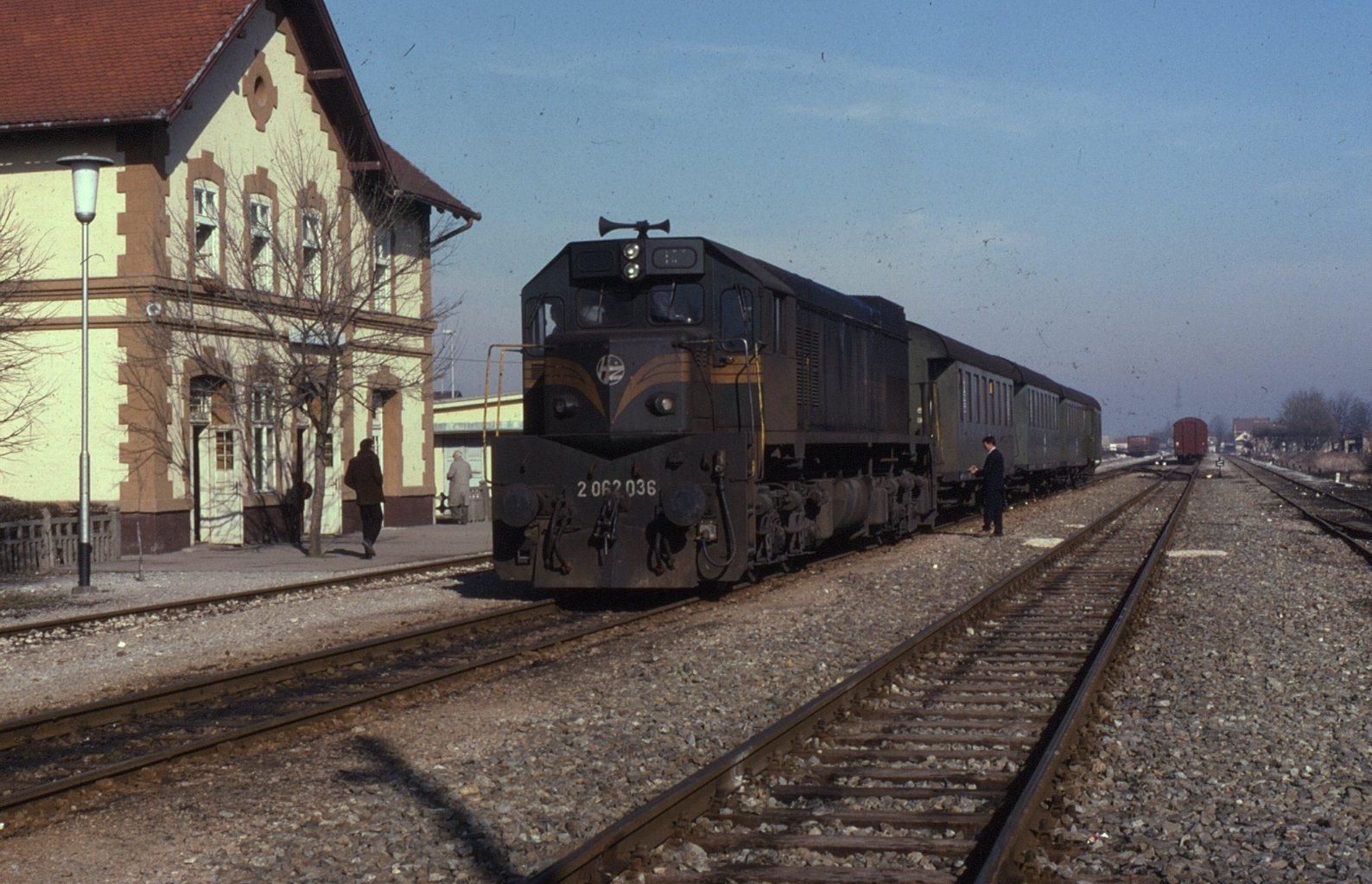
A vasútállomás

## Egyesületek
A város önkéntes tűzoltó egyesületét 1887-ben alapították. 